# Minas do Leão
Minas do Leão är en kommun i Brasilien.   Den ligger i delstaten Rio Grande do Sul, i den södra delen av landet, 1 600 km söder om huvudstaden Brasília. Antalet invånare är 7 631. Arean är 424 kvadratkilometer.
Terrängen i Minas do Leão är huvudsakligen platt, men söderut är den kuperad.
I omgivningarna runt Minas do Leão växer huvudsakligen savannskog. Runt Minas do Leão är det glesbefolkat, med 17 invånare per kvadratkilometer.